# جوزيب زيبا
جوزيب زيبا هو لاعب كرة قدم كرواتي في مركز الدفاع، ولد في 24 أبريل 1990 في Kotor Varoš ‏ في البوسنة والهرسك. لعب مع نادي سيغيستا.

## وصلات خارجية
- جوزيب زيبا على موقع قاعدة بيانات كرة القدم.إي يو (الإنجليزية)
- جوزيب زيبا على موقع Soccerway.com (الإنجليزية)